# Diamantfasan
Der Diamantfasan oder Amherstfasan (Chrysolophus amherstiae) ist eine Hühnervogelart aus der Familie der Fasanenartigen, deren Verbreitung vom Südwesten Zentralchinas bis ins südöstliche Tibet und ins nördliche Myanmar reicht. Der Hahn zählt zu den kontrastreichsten und farbenprächtigsten Fasanen und wird daher wie der nah verwandte Goldfasan gerne als Volierenvogel gehalten. Die unscheinbarere Henne ist hingegen überwiegend rotbraun und schwarz gebändert. In England wurde die Art ab 1890 eingeführt, konnte sich dort aber nur in Buckinghamshire und in Bedfordshire in freilebenden Populationen halten. In seiner Heimat besiedelt der Diamantfasan Bergwälder, Bambusdschungel und Buschwerk in Höhen bis zu 4500 m.
Das Artepitheton ehrt Countess Sarah Amherst, die 1828 die ersten Diamantfasanen nach England brachte. Sie war die erste Ehefrau des damaligen britischen Generalgouverneurs in Indien, William Pitt Amherst.

## Beschreibung

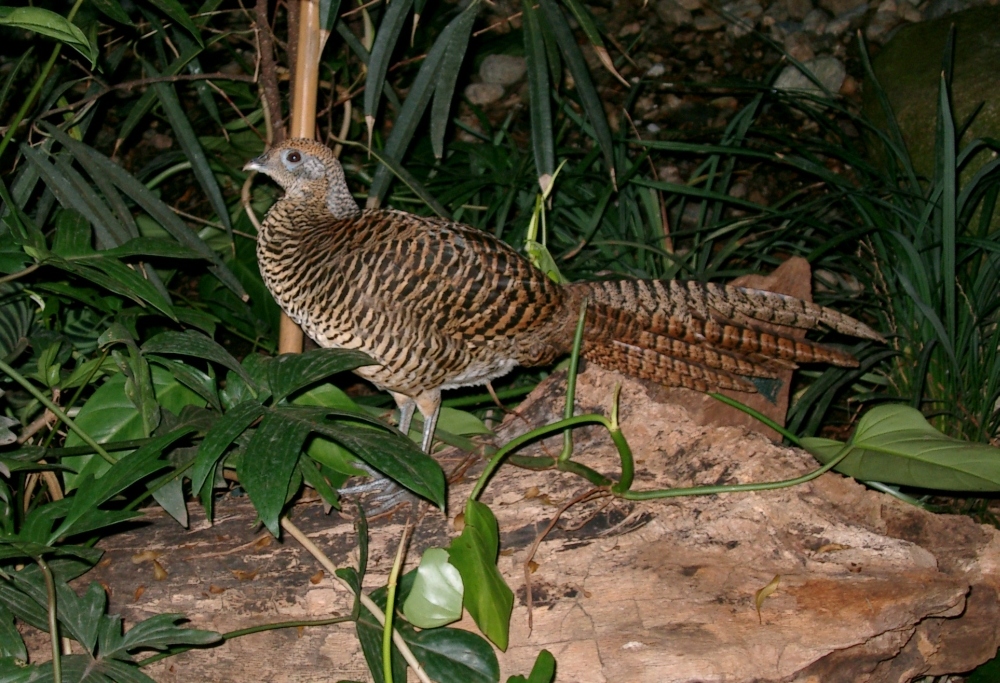
Henne des Diamantfasans

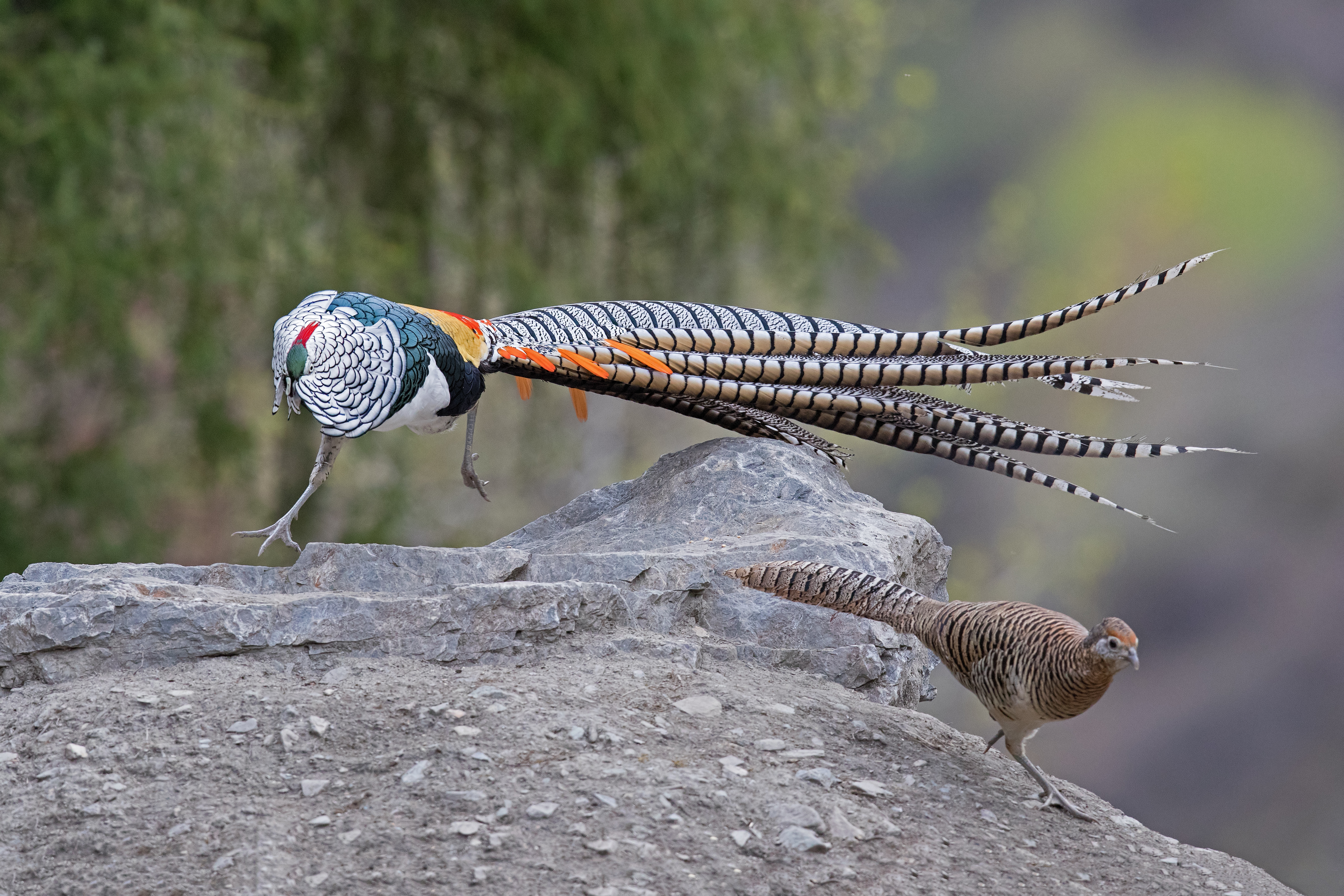
Hahn und Henne des Diamantfasans

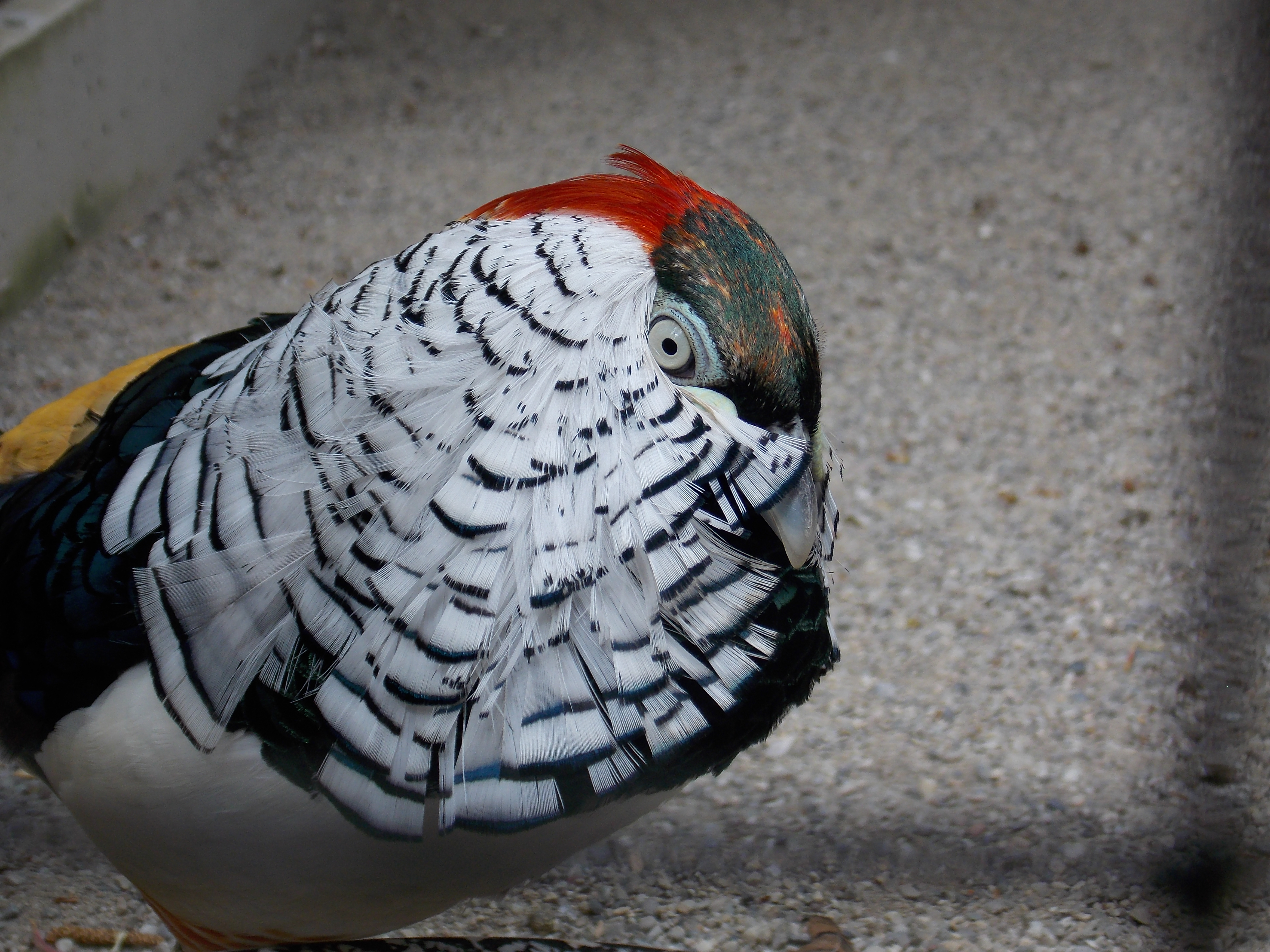
Männlicher Diamantfasan im Wild- und Freizeitpark Oberreith

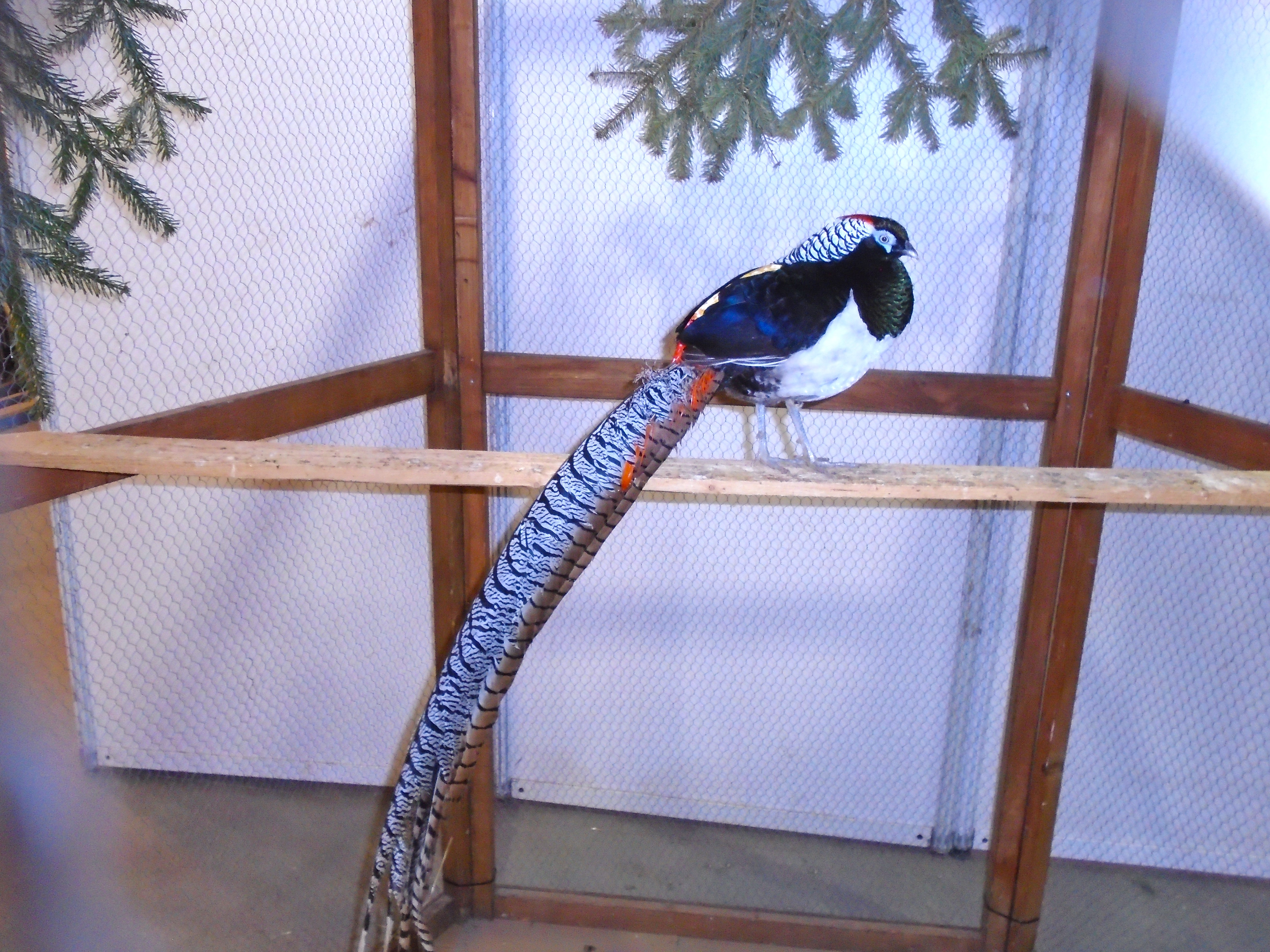
Männlicher Diamantfasan in einer Ausstellung in Nedelišće (Kroatien)

Der Geschlechtsdimorphismus ist beim Diamantfasan stark ausgeprägt. Der Hahn wird zwischen 130 und 170 cm lang, davon entfallen 86–115 cm auf den Schwanz. Die Flügellänge liegt bei 205–235 mm, das Gewicht etwa zwischen 750 und 850 g. Bei der Henne macht der Schwanz 31–37,5 cm der 66–68 cm Körperlänge aus. Die Flügellänge beträgt 183–203 mm, das Gewicht liegt etwa zwischen 600 und 800 g.
Stirn und Scheitel sind beim Hahn metallisch dunkelgrün, die glänzend dunkelrote Haube aus 60 mm langen, harten und strahlenförmig schmalen Federn fällt vom hinteren Scheitel bis in den Nacken. Die unbefiederte Partie um das Auge ist wenig ausgedehnt und bläulich bis grünlich. Die Iris ist hellgelb, der Schnabel grünlichgelb. Der gattungstypische „Kragen“ reicht vom Scheitel bis in den Nacken und auf die Brustseiten. Seine breiten, weißen Federn sind am Ende ausgerundet, blau glänzend schwarz gesäumt und tragen auf dem bedeckten Teil eine ebensolche, gerade Linie. Die breiten, runden Federn an Kinn, Kehle, Kropfseiten und oberer Brust sowie dem vorderen Rücken glänzen metallisch dunkelgrün. Auf dem Rücken sind sie schwarz gesäumt, an der Vorderseite tragen sie ein subterminales, glänzend schwarzes Band und einen breiten, gefransten, grün-goldglänzenden Endsaum. Die reinweiße Unterseite zeigt nur an den Flanken und hinter den Schenkeln schwarze Säume, die schwarzen Unterschwanzdecken glänzen an den Spitzen grün. Die schwarzen Armschwingen tragen zu den Schirmfedern hin einen metallisch blauen Glanz. Die schwarzbraunen Handschwingen sind an der Außenfahne unregelmäßig weiß gesäumt. Der hintere Rücken ist intensiv gelb befiedert, die seitlichen Federn und die vorderen Oberschwanzdecken grellrot mit teils schwarzgrünen Zentren. Die hinteren Oberschwanzdecken sind bis zu 24 cm lang. Der basale Teil ist auf weißem Grund blauschwarz gebändert, die Felder dazwischen sind schwarz gefleckt. Der distale Teil ist lebhaft orangerot. Das mittlere, weiße Steuerfederpaar ist im Querschnitt dachförmig, wie der basale Teil der Oberschwanzdecken schwarz gebändert und dazwischen bekritzelt und gefleckt. Dieses Muster findet sich auch undeutlicher auf dem am Schaft gelegenen Mittelteil der übrigen Steuerfedern; schwarze Querbänder reichen bis auf den breiten, braunen Außensaum der Fahnen. Beine und Füße sind bläulich hellgrau.
Die Henne ähnelt der des Goldfasans. Sie unterscheidet sich von dieser unter anderem durch die eher kastanienbraune Färbung der Oberseite, die bis auf die obere Brust und die Flanken reicht und zum unteren, hellbeigen bis weißlichen Bauch hin ausläuft. Die schwarze Bänderung ist insgesamt kräftiger und breiter. Sie trägt einen grünlichen Metallglanz. Die Wellenzeichnung auf dem Rücken ist ebenfalls kräftiger. Die Kehle ist beige, Zügel, Wangen und Ohrdecken silbrig mit schwarzer Fleckung. Die Steuerfedern sind am Ende abgerundet und auf kastanienfarbenem Grund sehr kontrastreich schwarz-beige quergebändert und schwarz bekritzelt. Wie beim Hahn ist die Augenpartie unbefiedert. Wie auch die Beine und Füße ist sie blaugrau bis schiefergrau.

## Stimme
Das Klangrepertoire der Art ist nur unzureichend bekannt. Beim Revierruf im Hörbeispiel handelt es sich vermutlich um einen Warnlaut. Zudem wird ein Futterlockruf beschrieben, der wie unterdrücktes Kichern klingt.

## Balz
Bei der Balz positioniert der Hahn seinen dem Weibchen zugewandten Flügel fächerförmig vor sein Gesicht und blickt mittig mit seinem Auge hindurch das Weibchen an. Dabei spreizt er seine Schwanzfedern, die er im Gegensatz zum Pfau diagonal aufrichtet, aber dennoch so erzittern lässt, dass es zu dem typischen Rascheln kommt, welches bei Fasanenartigen üblich ist.
In Zoologischen Gärten werden Diamantfasanenhähne in der Regel vor dem Schlüpfen der Küken vom Weibchen separiert.

## Verbreitung und Bestand
Die Verbreitung des Diamantfasans liegt westlicher als die des nahe verwandten Goldfasans und erstreckt sich von etwa 31° N im westlichen Sichuan bis zum Saluen im Südosten Tibets. Südwärts reicht sie bis in den Osten des Shan-Staats in Myanmar sowie nach Yunnan und das westliche Guizhou. Im Überschneidungsbereich der beiden Arten, der etwa im Grenzbereich von Sichuan, Yunnan und Guizhou liegt, kommt Hybridisierung mit dem Goldfasan vor.
Der Bestand der Art wird auf unter 50.000 Individuen geschätzt. Trotz eines vermuteten Bestandsrückgangs sieht die IUCN sie als „nicht gefährdet“ (least concern) an.

## Lebensweise
Der Diamantfasan kommt in höheren, kühleren Lagen vor als der Goldfasan, wo er bewaldete Hänge, Bambusdickichte und Buschwerk bis in Höhen von 4570 m bewohnt. Im Winter lebt die Art in Trupps aus mehreren Familien von 20 bis 30 Vögeln, zur Brutzeit ist sie vermutlich monogam. Die Nahrungssuche erfolgt in zwei Aktivitätsphasen, morgens und abends, auf offenen Flächen am Rande der Kulturlandschaft. Dazwischen liegt eine Ruhephase, die aufgebaumt im Dickicht verbracht wird.
Bei der Balz wird der Kragen aufgespreizt und reicht dann vorne bis über den Schnabel. Das Gelege besteht aus 6–12 länglich ovalen, beigen bis weißlichen Eiern von 46–53 mm Länge und 34–37 mm Breite. Die Brutdauer beträgt 22–23 Tage.